# Озеров, Руслан Павлович
Русла́н Па́влович О́зеров (1926—2016) — российский физик, лауреат Государственной премии СССР.

## Биография
Родился 19 февраля 1926 г. в Свердловске.
С отличием окончил Московский инженерно-физический институт (1950), до 1959 года работал в Научно-исследовательском институте по удобрениям и инсектофунгицидам (НИУИФ) Министерства химической промышленности СССР. В 1956 г. защитил кандидатскую диссертацию на тему «Кристаллохимия ванадико-ванадатов; их образование и роль в ванадиевых сернокислотных катализаторах».
С 1959 г. в физико-химическом институте им. Карпова. В 1970 г. защитил докторскую диссертацию: «Разработка и применение нейтронографических методов к изучению атомной и магнитной структуры кристаллов».
С 1970-х гг. зав. кафедрой Московского химико-технологического института им. Д. И. Менделеева.
В конце 1997 года уволился из института и уехал к дочери в Перт (Австралия), где и умер 6 июля 2016 года.
Публикации:
- Физика : В 8 разд. / Р. П. Озеров ; Рос. хим.-технол. ун-т им. Д. И. Менделеева. — М. : Изд. центр РХТУ, 1996-. — 20 см. [Разд.] 4: Диэлектрические свойства вещества : Магнитные свойства вещества. — М. : Изд. центр РХТУ, 1996. — 129 с. : ил.; ISBN 5-7237-0037-5 : Б. ц.
- Нейтроны и кристаллы / Ю. З. Нозик, Р. П. Озеров. — М. : Знание, 1985. — 64 с. : ил.; 20 см.
- Магнитная нейтронография [Текст] / Ю. А. Изюмов, Р. П. Озеров. — Москва : Наука, 1966. — 532 с. : черт.; 20 см. — (Физико-математическая б-ка инженера).
- Физика для химико-технологических специальностей / Е. Ф. Макаров, Р. П. Озеров. — М. : Науч. мир, 2002. — 615, VII с. : ил., табл.; 22 см; ISBN 5-89176-170-X
- Физические основы ядерных методов исследования вещества [Текст] : Учеб. пособие / [Н. П. Глазков, Е. Ф. Макаров, Р. П. Озеров]. — Йошкар-Ола : МГУ, 1979. — 130 с. : ил.; 20 см.
- Нейтроны и твердое тело : В 3-х т. / Под общ. ред. Р. П. Озерова. — М. : Атомиздат. — 22 см.

Т. 2. Нейтронография магнетиков / Ю. А. Изюмов, В. Е. Найш, Р. П. Озеров. — М. : Атомиздат, 1981. — 311 с.; ISBN В пер. (В пер.) : 3 р. 30 к.
- Physics for Chemists. Ruslan P. Ozerov, Anatoli A. Vorobyev 2007 638 pages ISBN 9780444528308

## Награды
- Государственная премия СССР 1986 года (в составе коллектива) — за цикл работ «Новые методы исследования твёрдого тела на основе рассеяния нейтронов стационарных ядерных реакторов» (1961—1984).

## Семья
Жена — Елизавета, дочери Ирина (1955) и Наталья (1962).